# Cydnus dignus
Cydnus ornatissimus
Espèce
Synonymes
- †Cydnus ornatissimus Förster, 1891

Cydnus dignus est une espèce fossile d'insectes hétéroptères (les punaises) de la famille des Cydnidae et du genre Cydnus.

## Classification
L'espèce Cydnus dignus est décrite en 1891 par le paléontologue allemand Bruno Förster (1852-1924),. 

### Ajout fossiles allemands et synonyme
En 1937 le paléontologue français Nicolas Théobald (1903-1981) ajoute des fossiles allemands de Kleinkembs en Bade-Wurtemberg, ajoute un synonyme †Cydnus ornatissimus Förster, 1891 et en fait une nouvelle description.

### Fossiles
Selon Paleobiology Database en 2023, deux collections de fossiles sont référencées, toutes du Rupélien ou Oligocène inférieur, une en France de Brunnstatt, décrite en 1891 par Bruno Förster et la dernière en Allemagne, décrite en 1937 par Nicolas Théobald,.

### Étymologie
L'épithète spécifique dignus signifie en latin « digne ».

## Description

### Caractères
La diagnose de Nicolas Théobald en 1937, : Origine : Brunnstatt, Kleinkembs. 

« L'insecte présente les caractères topographiques des Cydninae que nous avons déjà observés dans la forme précédente. Les différences sont les suivantes : forme générale plus cylindrique, tout en gardant un aspect en général ovale, le maximum de largeur du corps se trouve reporté vers le 3e segment abdominal (2e dans C. armiger) ; orifice odoriférant logé à l'extrémité d'un sillon ; plaque mésosternale ornée de sillons transversaux nettement visibles ; abdomen fortement bombé à la face inférieur, les bords antérieurs des segments ont une convexité prononcée. Les pattes et élytres manquent. La coloration est brun noirâtre sur la tête et le thorax, brun jaunâtre sur l'abdomen (face ventrale). ».

### Dimensions
La longueur totale du corps est de 6 mm.

### Affinités
« Nous attribuons ces Insectes au g. Cydnus parce qu'ils en présentent les caractères les plus saillants, bien que les pattes manquent. Ils sont d'ailleurs très voisins de l'espèce précédente.
Cydnus ornatissimus Förster appartient à la même espèce que C. dignus. Les deux originaux sont identiques dans la taille et dans la forme. La seule différence réside dans la présence de dents et de ponctuations le long des lignes de suture métasterno-abdominale et des différents segments abdominaux de C. ornatissimus. En réalité cet aspect est dû au fait que l'original de C. ornatissimus est l'impression en creux de la face ventrale, donc le moule externe de cette même face. L'original de C. dignus est l'impression en relief et par suite le moule interne. En réalité, les deux espèces sont identiques.
Förster a cité de Brunnstatt deux exemplaires de C. dignus et un de C. ornatissimus.
La collection Mieg de Kleinkembs renferme six échantillons : R646, R911+837, 940, 936, 931, et 790 (?). ».

## Biologie
« Le g. Cydnus est cosmopolite. ».

## Galerie
- Cydnus aterrimus - différentes vues.

### Publication originale
- [1891] Bruno Förster, « Die Insekten der "Plattigen Steinmergels" von Brunstatt », Abhandlungen zur Geologischen Specialkarte von Elsass-Lothringen, vol. Band 3, no 1,‎ 1891, p. 335-593.